# Castelbuono
Castelbuono est une commune italienne de la province de Palerme dans la région Sicile en Italie.
La commune est située au nord du parc naturel régional des Madonies, (qui est un massif montagneux), sur les pentes du mont Milocca à une altitude d'environ 423 m. Elle est entourée par les communes de Geraci Siculo au sud-est, San Mauro à l'est, Pollina au nord, Cefalù au nord-ouest, et Isnello à l'ouest.

## Administration
| Période                                  | Période     | Identité           | Étiquette       | Qualité |
| ---------------------------------------- | ----------- | ------------------ | --------------- | ------- |
| 28 mai 2002                              | 14 mai 2007 | Mario Cicero       | Centro-Sinistra |         |
| 14 mai 2007                              | 7 mai 2012  | Mario Cicero       | Centro-Sinistra |         |
| 7 mai 2012                               | En cours    | Antonio Tumminello | Centro-Destra   |         |
|                                          |             |                    |                 |         |
| Les données manquantes sont à compléter. |             |                    |                 |         |

### Communes limitrophes
Cefalù, Geraci Siculo, Isnello, Petralia Sottana, Pollina, San Mauro Castelverde